# Corrado Passera
Corrado Passera (ur. 30 grudnia 1954 w Como) – włoski menedżer, bankowiec, od 2011 do 2013 minister infrastruktury, transportu i rozwoju gospodarczego w rządzie Mario Montiego.

## Życiorys
Ukończył studia na Uniwersytecie Bocconi oraz w Wharton Business School w ramach University of Pennsylvania, gdzie kształcił się w zakresie zarządzania w biznesie. Początkowo związany zawodowo z firmą konsultingową McKinsey & Company (1980–1985). Następnie przez szereg lat pracował w przedsiębiorstwach grupy Carla De Benedettiego, obejmując kierownicze stanowiska w różnych firmach. Od 1996 do 1998 był prezesem banku Banco Ambrosiano Veneto. W 1998 został dyrektorem zarządzającym włoskiej poczty (Poste italiane). W 2002 przeszedł na stanowisko prezesa zarządu banku Banca Intesa. Od 2007 do 2011 kierował grupą bankową Intesa Sanpaolo.
16 listopada 2011 objął stanowisko ministra infrastruktury, transportu i rozwoju gospodarczego w rządzie, na czele którego stanął Mario Monti. Zakończył urzędowanie 28 kwietnia 2013.
Odznaczony Krzyżem Wielkiego Oficera Orderu Zasługi Republiki Włoskiej (2005) i Orderem Zasługi za Pracę (2006).